# طوطی کاتینگا
طوطی کاتینگا (نام علمی: Aratinga cactorum) نام یک گونه از سرده دم‌قیفی‌ها است.